# Christstollen

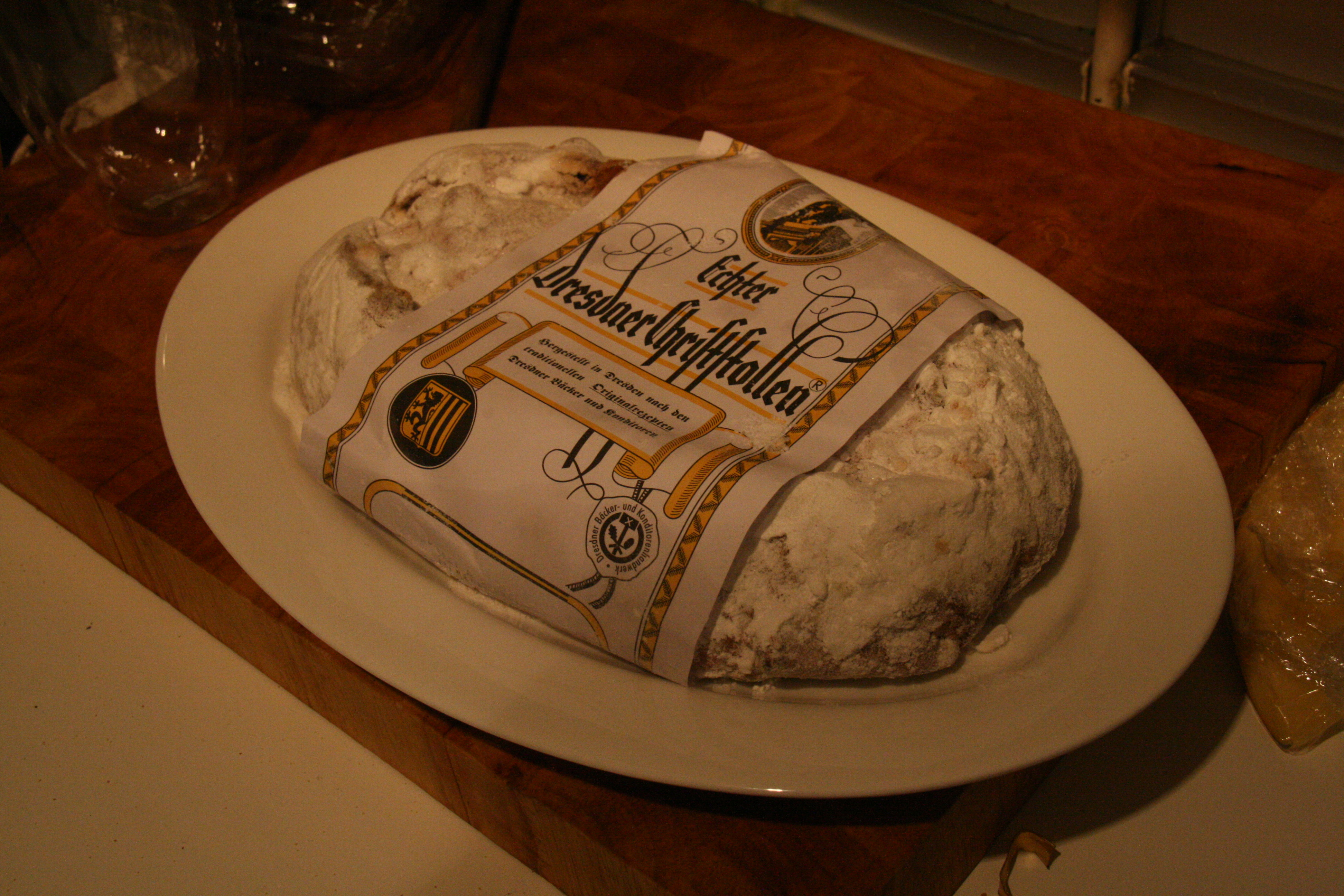
Drezdai (Dresdner) Christstollen

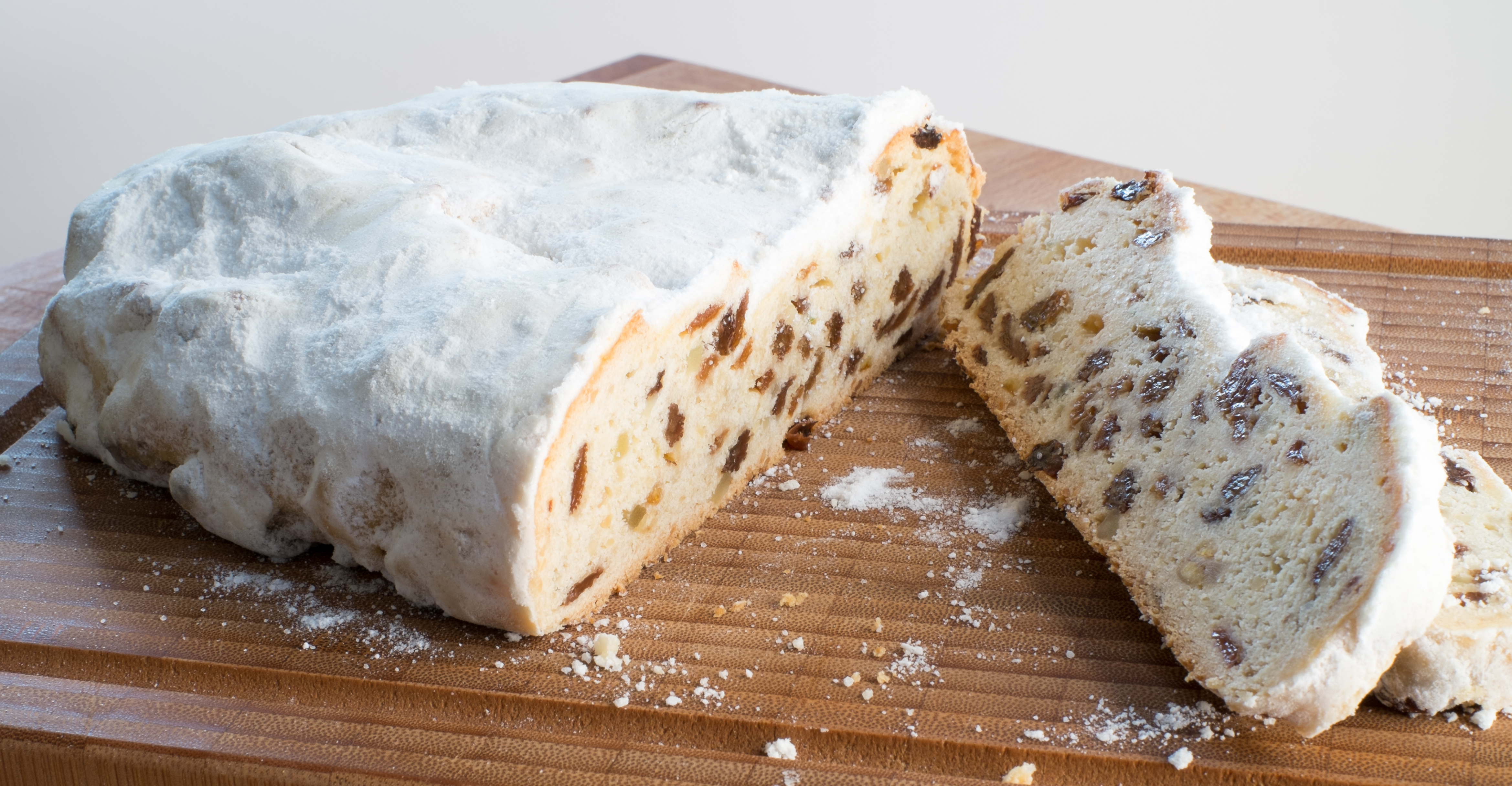
Kettévágott Drezdai Christstollen

A Christstollen (szó szerinti fordítása: Krisztuskalács) egy ismert német karácsonyi péksütemény, a Stollen vagy Stolle nevű pékáru karácsonyi fajtája. Nevét onnan kapta, hogy formája és kinézete a bepólyált Kisjézusra emlékeztet. Leginkább a magyar gyümölcskenyérhez és a különböző kalácsfélékhez hasonlít.
A Stollen sűrű kelt tésztából készült pékáru, mely 1 kg liszthez legalább 30 dkg vajat vagy margarint, 60 dkg mazsolafélét (közönséges, sultana és feketeszemű mazsolát), illetve kandírozott narancs- és citromhéjat tartalmaz.

## Története
A kézzel készült Christstollen valószínűleg Németország legrégebbi hagyományos karácsonyi süteménye. Hivatalosan először 1329-ben a Saale-menti Naumburgban említették mint Henrik püspök karácsonyi ajándékát. Akkoriban a stollen még csak egy kelt tésztából készült szegényes étel volt az adventi böjt idejére. A mai napig változatlan formája a fehér cukorbevonattal együtt a pólyába tekert, újszülött Jézusra emlékeztet.
Mivel a középkorban a katolikus dogmák nem engedélyezték vaj vagy tej fogyasztását böjt idején, a stollen tésztáját is csak vízből, zabból és repceolajból lehetett készíteni. 1491-ben azonban VIII. Ince pápa egy „vajlevélként” (Butterbrief) ismertté vált levélben, engedélyezte olaj helyett a vaj használatát azzal a feltétellel, hogy akik ezáltal „vétkeztek”, azoknak a bűnbocsánatért fizetniük kellett, mely bevétel többek között a Freibergi dóm felépítését is szolgálta. A „vajlevél” kezdetben csak az uralkodóházra és beszállítóira vonatkozott, de érvényét nem sokkal később nagyvonalúan kiterjesztették a lakosságra is. Így tehát jogosan állíthatjuk, hogy egy pápa is közreműködött a stollen ma is használatos receptjének kialakulásában.
A hagyomány szerint a szászországbeli Torgauban élő Heinrich Drasdo udvari péktől származott az ötlet, hogy az adventi böjtben fogyasztott szegényes kalácsot karácsonyra különböző ínyencségekkel, például aszalt gyümölcsökkel gazdagítsák. Így született meg a böjti kalácsból a ma is ismert ünnepi gyümölcskenyér.
A Christstollen egyik változata, a „Dresdner Stollen” (magyarul: Drezdai stollen) egész Szászországban és azon kívül is híres volt. A naumburgi bejegyzés után körülbelül 150 évvel, „anno 1474-ben” tűnt fel akkor még „Christbrod” (szó szerinti fordítása: Krisztuskenyér) néven egy, az udvar részére kiállított számlán. Eredetileg a helyi szóhasználatban a „Striezel” elnevezés volt elterjed, a drezdai Striezelmarkt (magyarul: Kalácspiac), Németország legrégebbi karácsonyi vására is, ennek a tradicionális süteménynek köszönheti a nevét. A városban 1500 óta árulják a karácsonyi stollent („Christbrod uff Weinachten”). A szász pékek 1560 óta minden évben a szent ünnep alkalmából megajándékozták tartományurukat kettő, másfél méter hosszú és 36 font (kb. 18 kg) súlyú karácsonyi stollennel. Ezek olyan nehezek voltak, hogy nyolc pékmester és nyolc inas tudta csak a kastélyba vinni őket. II. (Erős) Ágost drezdai választófejedelem 1730-ban egy 1,8 tonnás, óriási stollent süttetett, amit aztán 24 000 szeletre vágtak fel. Ehhez az eseményhez kapcsolódik a minden évben advent második szombatján megrendezésre kerülő Stollenfest elnevezésű ünnepség a Striezelmarkton. Igazolt tény, hogy Siebenlehn és Meißen város pékjei a maguk idejében messze híresek voltak a stollenükről. A siebenlehni mesterek „szekérszámra” szállították stollenjeiket Drezdába, az ottani pékcéh legnagyobb bosszúságára. Csak a harmincéves háború végén, 1648-ban harcolták ki maguknak a kiváltságot a drezdai pékek, hogy csakis az általuk készített stollent lehessen a Striezelmarkton árulni. Miután megszokottá vált, hogy a pékek kedvükre használhatták a „Dresdner Stollen” elnevezést, a stollen az NSZK és az NDK kiegyezési tárgyalásain is szóba került. Ennek eredményeképp Németország újraegyesítése után a „Dresdner Stollen”-t mint márkát bejegyezték, és eredetvédetté nyilvánították: vagyis 1997 óta csak a Drezda térségében sütött stollenek viselhetik ezt a nevet. Az „eredeti” drezdai stollen kifejezés helyes használatára a „Schutzverband Dresdner Stollen” egyesület ügyel, mely mintegy 150 drezdai és Drezda környéki pék illetve cukrász érdekeit képviseli. Ettől eltekintve szerte Németországban még mindig nagy mennyiségben adnak el legkülönbözőbb nevű stolleneket, így például az Érchegységben („Erzgebirgischer Stollen”), Észak-Rajna-Vesztfáliában („ Stollenspezialist”), Brémában („Bremer Klaben”), Vesztfáliában („Westfalenbäckerstollen“, „Münsterländer Stollen”), Erfurtban („Schittchen”), Münchenben („Münchner Kindl Stollen”), az Eifel-hegységben („Stollenbäcker“), Köln környékén („Kölner Stollen“). A Kuchenmeister a legnagyobb ipari stollengyártó cég, amely üzeme Soest városában, Vesztfáliában található.

## Christstollen-fajták

### Mandelstollen (Mandulás stollen)
Elkészítéséhez minimum 20 dkg mandula szükséges 1 kg gabonatermékhez vagy keményítőhöz. Aszalt gyümölcsöt vagy akár kandírozott citrom- és narancshéjat is tesznek bele, de marcipánutánzatot nem szoktak hozzáadni.

### Butterstollen (Vajas stollen)
A vajas stollen legalább 40 dkg vajat vagy ennek megfelelő mennyiségű sütővajat vagy vajzsírt, valamint 70 dkg aszalt gyümölcsöt, kandírozott citrom- és narancshéjat tartalmaz 1 kg gabonaszármazékra vagy keményítőre számítva. A 70 dkg szárított gyümölcsből legfeljebb 10 dkg helyettesíthető mandulával vagy marcipánnal is, perzipán (barackmarcipán) használata nem jellemző.

### Marzipan-/Persipanstollen (Marcipános/Perzipános stollen)
A marcipános vagy perzipános stollen töltelékként marcipánt vagy barackmarcipánt tartalmaz, melynek tömege legalább a tészta tömegének 5%-a kell, hogy legyen.

### Mohnstollen (Mákos stollen)
A mákos stollen legalább 20 dkg mákot tartalmaz 1 kg gabonaszármazékhoz vagy keményítőhöz mérten. A mákot általában töltelékként használják fel, amelyhez aszalt gyümölcsöket és kandírozott narancs- illetve citromhéjat adnak.

### Nuss-Stollen (Diós stollen)
A diós stollen legalább 20 dkg darált vagy aprított dióbelet tartalmaz (legtöbbször töltelékként) 1 kg gabonaszármazékhoz vagy keményítőhöz mérten.

### Dresdner Stollen (Drezdai stollen)
A „Schutzverband Dresdner Stollen” védegylet ösztönzésére és a berlini Főtörvényszék 1996. március 26-i döntése alapján a drezdai stollent bejegyezték a Német Szabadalmi és Márkahivatalnál, és eredetvédetté nyilvánították. A Szövetségi Törvényszék 1997. április 17-én megerősítette ezt a döntést, így a drezdai stollent csak a drezdai illetve környékbeli pékségek forgalmazhatják. Összetevői alapján három fajtát különböztetnek meg: „Echter Dresdner Stollen” (Igazi drezdai stollen), „Echter Dresdner Christstollen” (Igazi drezdai karácsonyi stollen) és „Original Dresdner Christstollen” (Eredeti drezdai karácsonyi stollen).
A drezdai gyümölcskenyér 1 kg liszthez vagy keményítőhöz minimum 30 dkg szinte vízmentes zsiradékot tartalmaz, amelynek legalább a fele tejszármazék. Legalább 70 dkg aszalt gyümölcsöt, legtöbbször mazsolát illetve kandírozott citrom- vagy narancshéjat, és legkevesebb 10 dkg mandulát adnak hozzá. Barackmarcipánt nem szoktak a tésztájába tenni.
A drezdai stollen több, mint százéves receptje 3 font (kb. 1,36 kg) liszthez a következő összetevőket írja elő:
- 30 dkg cukor
- 1 ¼ font (kb. 59 dkg) vaj
- ¼ font (kb. 12 dkg) marhafaggyú, manapság inkább zsír
- 1 ½ font (kb. 70 dkg) rumba áztatott mazsola
- ¾ font (kb. 35 dkg) kandírozott citromhéj
- ¾ font (kb. 35 dkg) mandula
- 11 dkg élesztő
- 1 csipet só
- reszelt citromhéj
- kb. 2,5 dl tej

A sütés után a stolleneket legalább 3 hétig hűvös helyen kell tárolni, amíg el nem érik a megfelelő nedvességet és szilárdságot. Az igazi drezdai stollen soha nem tartalmaz marcipánt. Megfelelő körülmények között (nyirkos helyiségben vagy pincében, nem fagyasztva) tárolva gyakran húsvétig is eláll.

### Quarkstollen (Túrós stollen)
A túrós stollen legalább 40 dkg étkezési túrót vagy sovány túrókészítményt és legalább 20 dkg vajat vagy megfelelő mennyiségű tejzsiradékot, margarint, esetenként ugyanennyi szinte vízmentes zsírt tartalmaz 1 kg gabonaszármazékra illetve keményítőre számítva. Aszalt gyümölcs vagy kandírozott citrom- és narancshéj is hozzáadható.

### Schittchen
A „Schittchen” elnevezés, ami Erfurt és környékén a „Christstollen” megfelelője, valószínűleg a „Scheid” (magyarul: hosszanti bevágás egy pékárun) szó kicsinyítő képzős formája, pontosabb meghatározása nem ismert. A Schittchen eredetét annak köszönheti, hogy a türingiaiak jó kapcsolatot tartottak fent a drezdai „nagy testvérekkel”. A Schittchen hozzávalói: 2,5 kg búzaliszt, 30 dkg élesztő, 7,5 dl tej, 20 dkg cukor, 4 csomag vaníliás cukor, 1-2 citrom reszelt héja, 3,5 dkg só, 10-20 dkg disznózsír, 1 kg olvasztott vaj, 20 dkg kandírozott citromhéj, 10 dkg kandírozott narancshéj, 8 dkg keserű mandula vagy ennek a mennyiségnek megfelelő aroma, 40 dkg darált édes mandula, 1,5 kg sultana mazsola, 25 dkg feketeszemű mazsola, rum vagy borpárlat, vaj, cukor és porcukor.

### Champagnerstollen (Pezsgős stollen)
A pezsgős stollen rum vagy bor helyett pezsgőt, méghozzá igazi Champagne-t tartalmaz, amibe egy éjszakára a sultana mazsolát beáztatják. Az újonnan „feltalált” pezsgős stollen 2003-ban a „Stollenoskar” (mai elnevezése: „Zacharias Stollen Champions Award”) verseny első helyezettje lett. Kizárólag a legjobb minőségű alapanyagok, mint például eredeti bourbon vanília, vaj, sok földimogyoró, sultana mazsola és pörkölt mandula hozzáadásával készül.

### Rotweinstollen (Vörösboros stollen)
A vörösboros stollen tésztája víz ill. tej helyett száraz vörösbort tartalmaz, sőt még a sultana mazsolát is vörösborban áztatják egy éjszakára. Ez a fajta gyümölcskenyér a legkiválóbb minőségű új stollenek közé tartozik. 2006-ban a „Zacharias Stollen Champions Award” első díjával tüntették ki.

### Westfalenbäckerstollen („Vesztfáliai pék” stollen)
A vesztfália-lippe-i Bäckerinnungs-Verband pékegyesület saját tagsütödéi számára a „Westfalenbäcker” név alatt egy egyedi karácsonyi gyümölcskenyeret alkotott, nevezetesen a Westfalenbäckerstollent, amit kizárólag helyi hozzávalókból készítenek. Mandula helyett földimogyorót adnak hozzá, a keletről származó kandírozott citrom- és narancshéj ill. a mazsola helyett pedig a helyi gyümölcsösökben termelt, szárított almát, szilvát és cseresznyét tartalmaz. Még a karibi rumról is lemondtak, és almalikőrrel helyettesítik.

### Egyéb különleges fajták
A német pékipar igen kreatív. A „Stollen Zacharias” nevű versenyen évente értékelik az új „stollenvariációkat”. Ebből adódóan folyamatosan új stollenfajtákat kísérleteznek ki, hogy újabb célcsoportokat is elérhessenek. Így már létezik Christstollen kandírozott gyümölcsök (citrom, narancs) vagy mazsola nélkül is, mert ezeket a hozzávalókat sokan nem szeretik. Új fajták például a Champagnerstollen (Pezsgős stollen), Orangen Cointreaustollen (Cointreau narancslikőrös stollen), Rotweinstollen (Vörösboros stollen). Lehetséges hozzávalók még például a csokidarabkák a tésztában. A csokis stollenek legtöbbször Schokostollen (Csokoládés stollen) vagy – kis méretben – Kinderstollen (Gyerekstollen) néven kaphatók. Míg a hagyományos stollenek magas alkoholtartalmú ital, mint rum vagy cseresznyepálinka hozzáadásával készülnek, egy eifeli stollenkészítő pékség lehetőséget kínál a szőlősgazdáknak, hogy egyedi stollent süttethessenek saját borukkal, amit „Winzerstollen” (Vincellérstollen) néven eladhatnak vagy elajándékozhatnak. A müncheni pékegyesület szintén kifejlesztett egy „Münchner Kindl Stollen” (Müncheni gyerekstollen) nevű különlegességet saját sütödéi számára, ami a recept szerint makadámdió felhasználásával készül. A legújabb trend a pékiparban a gyömbérrel, aszalt sárgabarackkal vagy tőzegáfonyával készített Christstollen.

## Fordítás
Ez a szócikk részben vagy egészben a Christstollen című német Wikipédia-szócikk ezen változatának fordításán alapul.  Az eredeti cikk szerkesztőit annak laptörténete sorolja fel. Ez a jelzés csupán a megfogalmazás eredetét és a szerzői jogokat jelzi, nem szolgál a cikkben szereplő információk forrásmegjelöléseként.